# Cándido Muatetema Rivas
Cándido Muatetema Rivas (ur. 20 lutego 1960 w Batete, zm. 16 czerwca 2014 w Berlinie) – polityk, dyplomata, premier Gwinei Równikowej od 4 marca 2001 do 4 czerwca 2004.
Urodził się w małej miejscowości Batete na wyspie Bioko (wówczas Fernando Poo jako część hiszpańskiej kolonii). Ukończył szkołę administracji w Malabo, a następnie studia z zakresu finansów i rachunkowości na kubańskim Uniwersytecie w Pinar del Río.
Swoją karierę polityczną rozpoczął w Partii Demokratycznej Gwinei Równikowej. Od listopada 1991 do sierpnia 1993 służył jako strażnik skarbu, zasiadał w rządzie od grudnia 1993 do stycznia 1996 jako sekretarz stanu do spraw sportu i młodzieży. Był jednym ze współzałożycieli młodzieżówki PDGE, której przewodził od 1993 do 1995. Został później wiceprzewodniczącym partii. Od czerwca 1996 do lutego 2001 był drugim sekretarzem Izby Reprezentantów Ludowych. Zasiadał również w międzyparlamentarnej komisji organizacji CEMAC, w której od kwietnia 2000 do 2001 przewodniczył podkomisji do spraw ekonomicznych.
W 2001 po dymisji gabinetu Ángela Serafína Seriche Dougana, oskarżanego o korupcję, prezydent Teodoro Obiang Nguema Mbasogo mianował Cándido Muatetemę Rivasa nowym szefem rządu. W jego rządzie zasiadało aż pięćdziesięciu ministrów, więcej niż w jakimkolwiek innym współczesnym rządzie. Po trzech latach przeprowadzono kolejne wybory parlamentarne, po których jego następcą został Miguel Abia Biteo Boricó. W 2005 roku mianowany ambasadorem Gwinei Równikowej w Berlinie; funkcję tę sprawował aż do swojej śmierci w 2014.